# Oncocnemis phairi
Oncocnemis phairi là một loài bướm đêm trong họ Noctuidae.